# شمس الدين عرابي
شمس الدين عرابي بن عمران (ت. 2009) سياسي ليبي تولى منصب وزير الخارجية في آخر حكومات العهد الملكي التي رأسها ونيس القذافي من 4 سبتمبر 1968، وحتى التعديل الوزاري في يونيو 1969 الذي خرج على إثره من الوزارة وخلفه فيها علي حسنين. توفي في لندن في 5 مايو 2009.